# Zgromadzenie (prawo)

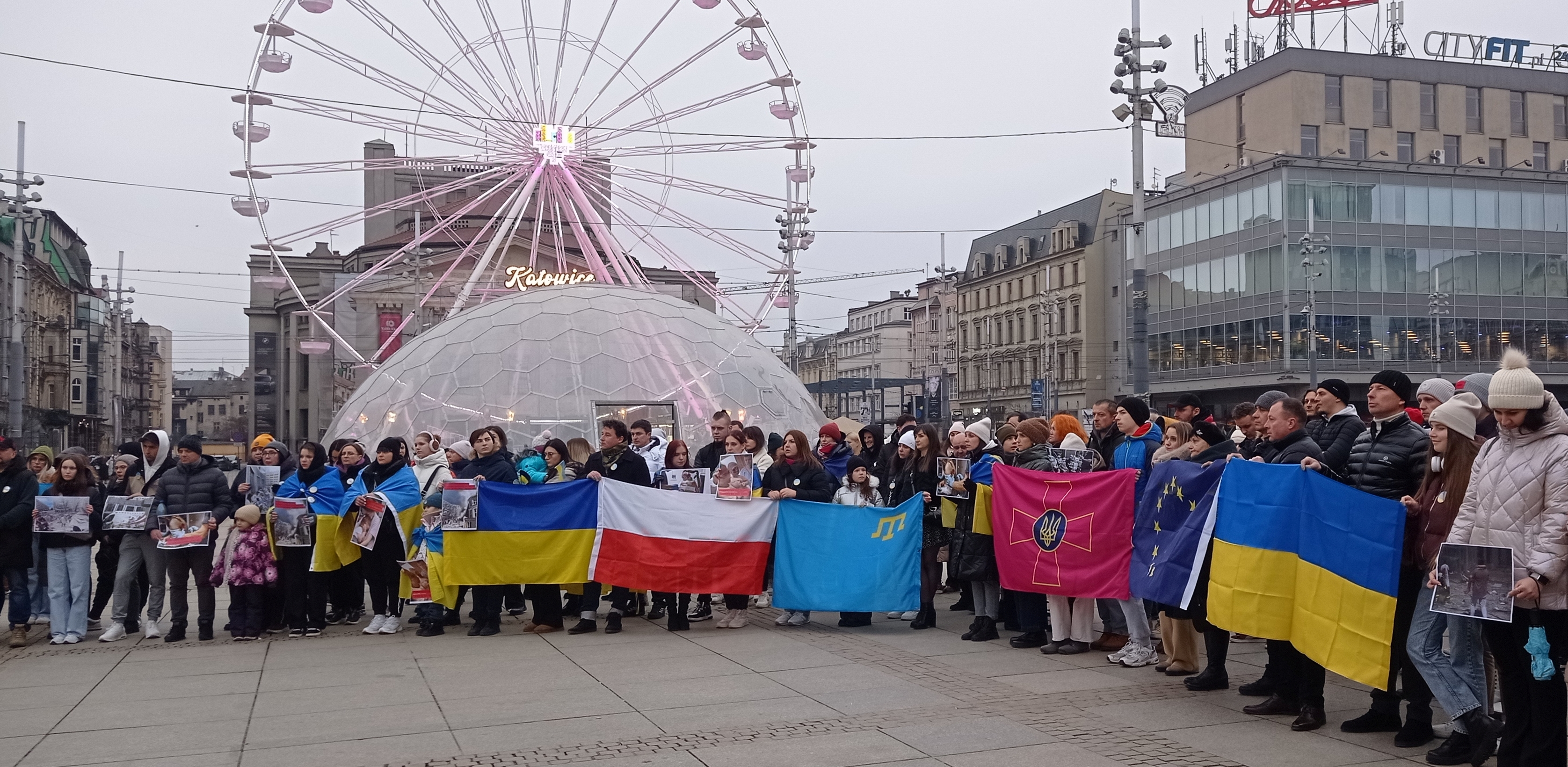
Zgromadzenie na Rynku w Katowicach (2025)

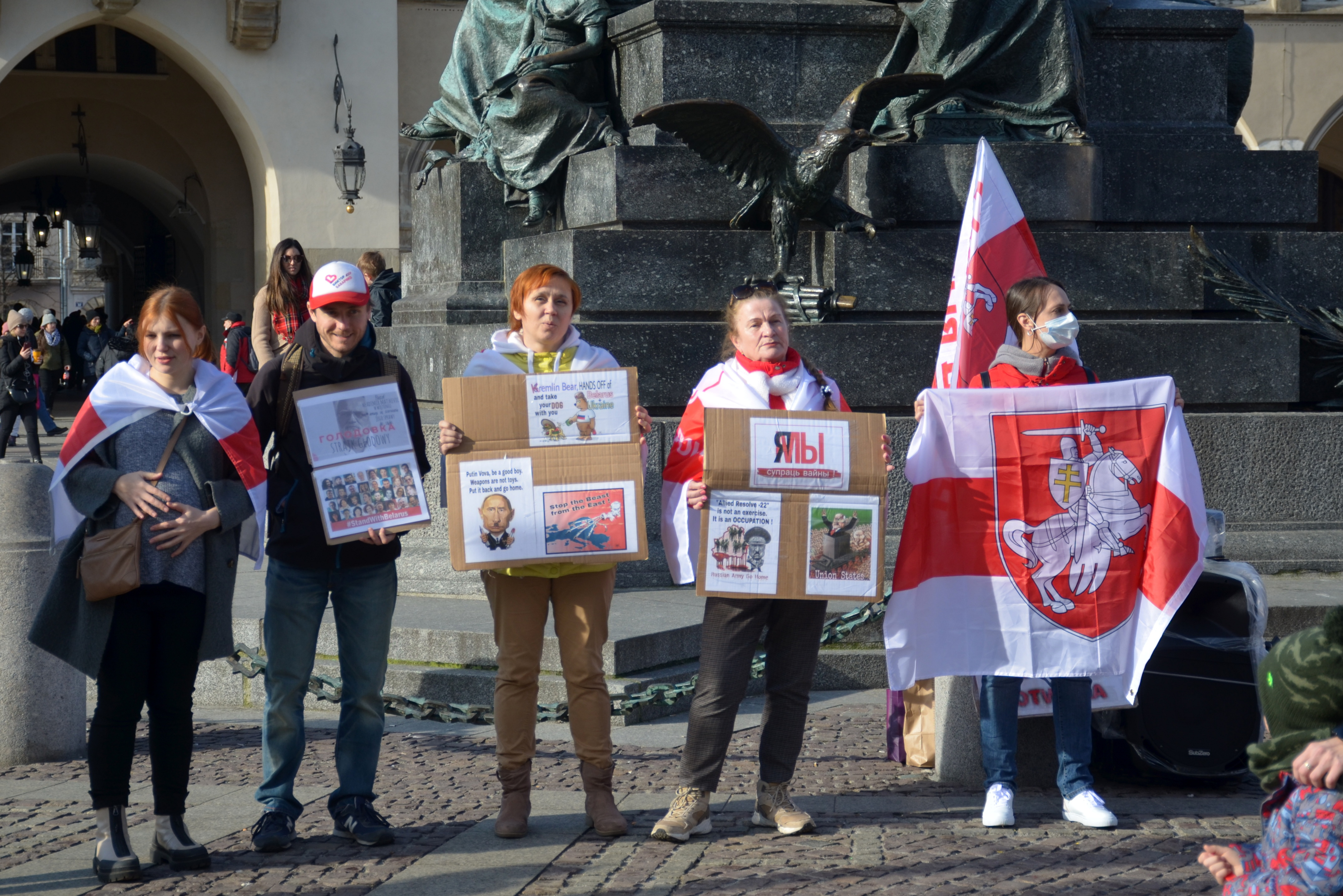
Zgromadzenie na Rynku Głównym w Krakowie (2022)

Zgromadzenie – w świetle przepisów polskiej Konstytucji wolność zgromadzeń jest zaliczana do wolności o charakterze politycznym. Ustawa – Prawo o zgromadzeniach definiuje zgromadzenie jako zgrupowanie osób na otwartej przestrzeni dostępnej dla nieokreślonych imiennie osób w określonym miejscu w celu odbycia wspólnych obrad lub w celu wspólnego wyrażenia stanowiska w sprawach publicznych.
Na wolność zgromadzeń składa się:
- aspekt czynny – możliwość organizowania zgromadzenia (każdy z pełną zdolnością do czynności prawnych, osoby prawne, organizacje, grupy osób)
- aspekt bierny – możliwość uczestniczenia w zgromadzeniu (każdy, z wyjątkiem osób posiadających przy sobie broń, materiały wybuchowe, materiały pirotechniczne lub inne niebezpieczne narzędzia).

Zgromadzenie organizowane na otwartej przestrzeni, dostępnej dla nieokreślonych imiennie osób w celu wyrażania wymaga uprzedniego zawiadomienia organu gminy najwcześniej na 30 dni, a najpóźniej na 6 dni przed planowanym zgromadzeniem.
Ustawa dopuszcza uproszczony tryb postępowania w sprawach zgromadzenia, o ile nie będzie ono powodować utrudnień w ruchu drogowym, a w szczególności zmian jego organizacji. Tryb uproszczony charakteryzuje się skróceniem minimalnego okresu, z jakim należy zawiadomić gminę do 2 dni.
Organ gminy ma obowiązek zakazać zgromadzenia w 3 przypadkach przewidzianych przez ustawę:
- gdy cel zgromadzenia lub jego odbycie naruszają prawo
- gdy odbycie zgromadzenia może zagrażać zdrowiu lub życiu ludzi albo mieniu w znacznych rozmiarach
- gdy zgromadzenie ma się odbyć w miejscu i czasie, w których odbywają się zgromadzenia organizowane cyklicznie.

Każde zgromadzenie musi mieć przewodniczącego, który otwiera, kieruje i zamyka zgromadzenie. Jest nim z mocy prawa organizator. Prawo dopuszcza także powierzenie przez organizatora funkcji przewodniczącego innej osobie, gdy wyrazi ona swoją zgodę na objęcie przewodnictwa na piśmie. Przewodniczący ma prawo rozwiązać zgromadzenie:
- gdy uczestnicy nie podporządkują się jego zarządzeniom
- gdy przebieg zgromadzenia narusza prawo o zgromadzeniach lub kodeks karny.

Zgromadzenie może być również rozwiązane przez przedstawiciela organu gminy, jeżeli przewodniczący poinformowany o takiej konieczności nie chce tego uczynić. Trybunał Konstytucyjny orzekł, że możliwość kontrmanifestacji przy użyciu siły nie może pozbawiać obywateli prawa do manifestacji (nie można wydać zakazu zgromadzenia) oraz że prawo do kontrmanifestacji nie może sięgać dalej, niż prawo do zgromadzenia. Państwo ma chronić każdego, kto w legalny sposób korzysta ze swojej wolności zgromadzeń, a zakaz zgromadzenia nie może być wydany z powodu nie podzielania przez rządzących poglądów jego uczestników lub organizatorów.
Prawo do organizowania zgromadzeń może być zawieszone, gdy ustawy szczególne tak stanowią.
W 2016 przyjęto ustawę zmieniającą prawo o zgromadzeniach wprowadzającą zgromadzenia organizowane cyklicznie.

## Prawo międzynarodowe
Powszechna deklaracja praw człowieka w art. 20. 1 głosi Każdy człowiek ma prawo spokojnego zgromadzania i stowarzyszania się.
Europejska konwencja praw człowieka w art. 11 głosi 1. Każdy ma prawo do swobodnego, pokojowego zgromadzenia się oraz do swobodnego stowarzyszania się, włącznie z prawem tworzenia związków zawodowych i przystępowania do nich dla ochrony swoich interesów. 2. Wykonywanie tych praw nie może podlegać innym ograniczeniom niż te, które określa ustawa i które są konieczne w społeczeństwie demokratycznym z uwagi na interesy bezpieczeństwa państwowego lub publicznego, odmowę porządku i zapobieganie przestępstwu, ochronę zdrowia i moralności lub ochronę praw i wolności innych osób. Niniejszy przepis nie stanowi przeszkody w nakładaniu zgodnych z prawem ograniczeń korzystania z tych praw przez członków sił zbrojnych, policji lub administracji państwowej.
Również Międzynarodowy Pakt Praw Obywatelskich i Politycznych uznaje prawo do spokojnego zgromadzania się. Na wykonywanie tego prawa nie mogą być nałożone ograniczenia inne niż ustalone zgodnie z ustawą i konieczne w demokratycznym społeczeństwie w interesie bezpieczeństwa państwowego lub publicznego, porządku publicznego bądź dla ochrony zdrowia lub moralności publicznej albo praw i wolności innych osób (art. 21).